# キフィン・ウィリアムズ (政治家)
キフィン・ウィリアムズ（英語: Kyffin Williams、1697年ごろ – 1753年10月30日）は、グレートブリテン王国の政治家。1747年から1753年まで庶民院議員を務めた。

## 生涯
ジョン・ウィリアムズ（John Williams、初代準男爵サー・ウィリアム・ウィリアムズの次男）と妻キャサリン（Catherine、旧姓オーウェン（Owen）、第2代準男爵サー・ヒュー・オーウェンの長女）の次男として生まれた。
1736年12月20日、ジョン・バーロウの娘と結婚したが、2人の間に子供はいなかった。
1742年1月14日に兄ヒューが死去すると、その遺産を継承した。
1744年5月までにフランシス・バンベリー（Frances Bunbury、第3代準男爵サー・ヘンリー・バンベリーの娘）と再婚したが、2人の間に子供はいなかった。
1747年イギリス総選挙でフリント・バラ選挙区から出馬した。この出馬は伯父の息子にあたる第3代準男爵サー・ワトキン・ウィリアムズ＝ウィンの支持を得ており、キフィンは当選を果たした。しかし、ワトキンがトーリー党所属だったのに対し、キフィンはブロード・ボトム内閣（1743年 – 1754年）を支持した。
1753年10月30日、現職議員のまま死去した。